# 嵬名令公
嵬名令公，西夏将领，党项族，嵬名氏。
应天四年（1209年）七月，蒙古帝国大军攻入西夏境内，嵬名令公奉命率五万兵迎战，守卫克夷门，击败蒙古兵。相持两月，被蒙古军设伏诱获，带归蒙古，囚禁在土室。蓬首垢面，但没有屈服。十二月，夏襄宗向蒙古请和，遣使以礼请让嵬名令公还国。宝义元年（1226年）十一月，蒙古军攻灵州（今宁夏灵武市东南），夏末帝命嵬名令公率军十万救援，被蒙古军渡河击败，灵州失守，嵬名令公逃回中兴府。宝义二年，随末帝奉图籍归降蒙古。